# Медичний інститут Тамбовського університету
Медичний інститут ТДУ імені Г. Р. Державіна — вищий навчальний медичний заклад у Тамбові, у даний час є найбільшим підрозділом ТДУ імені Г. Р. Державіна. Розташований в одній з найстаріших громадських будівель міста Тамбова — колишньому Інституті шляхетних дівчат імені Великомучениці Олександри.
У рамках департаментів Медичного інституту навчається понад 3000 осіб — студенти, інтерни та ординатори. На базі Медичного інституту протягом року підвищують професійну кваліфікацію понад 600 працівників охорони здоров'я. Клінічні бази Медичного інституту розташовуються в більшості найбільших установах міста.
На базі інституту проходять конференції різної спрямованості .

## Історія

### Будівництво
Медичний інститут Тамбовського державного університету імені Г. Р. Державіна розташовується в будівлі колишнього Інституту шляхетних дівчат імені Великомучениці Олександри, відкритого в 1843 році. Будівля має статус пам'ятки архітектури і історії.
Комітет з будівництва будівлі Інституту очолив Тамбовський губернатор Гамалій. Для будівництва Інституту імператор Микола I затвердив акт про передачу землі колишнього губернаторського будинку, в якому в 1786—1787 роках жив Г. Р. Державін. Кошторис і план будівлі були складені придворним архітектором А. П. Брюлловим, а у травні 1839 року зі членом будівельної комісії І. Герасимовим був підписаний контракт на будівництво будівлі. Будівництво тривало більше трьох років і було завершено 15 липня 1843 року. За будівництво підрядник взяв 18 тисяч 900 рублів.
Будинок була двоповерховий кам'яний корпус і з'єднаний з ним одноповерховий флігель (зараз це надбудовані праве крило будівлі). Всі споруди були оточені огорожею, а по лінії Великий (Радянська, 93) вулиці в 1846 році був поставлений чавунний ґратчастий паркан. Вся територія від будівлі до річки Цни належала Інституту.

### Відкриття
Датою створення Медичного інституту і почала вищої медичної освіти в Тамбові можна вважати 2007 рік, коли Тамбовський Державний Університет імені Г. Р. Державіна оголосив прийом на нову спеціальність — лікувальна справа. На створення Медичного інституту в Тамбові з федерального бюджету в рамках національного проекту «Здоров'я» виділено 500 млн рублів. На перший курс було зараховано 146 осіб. Медичний інститут ТГУ імені Г. Р. Державіна став 97 вузом у Росії, в якому здійснюється підготовка та підвищення кваліфікації фахівців з вищою медичною освітою.

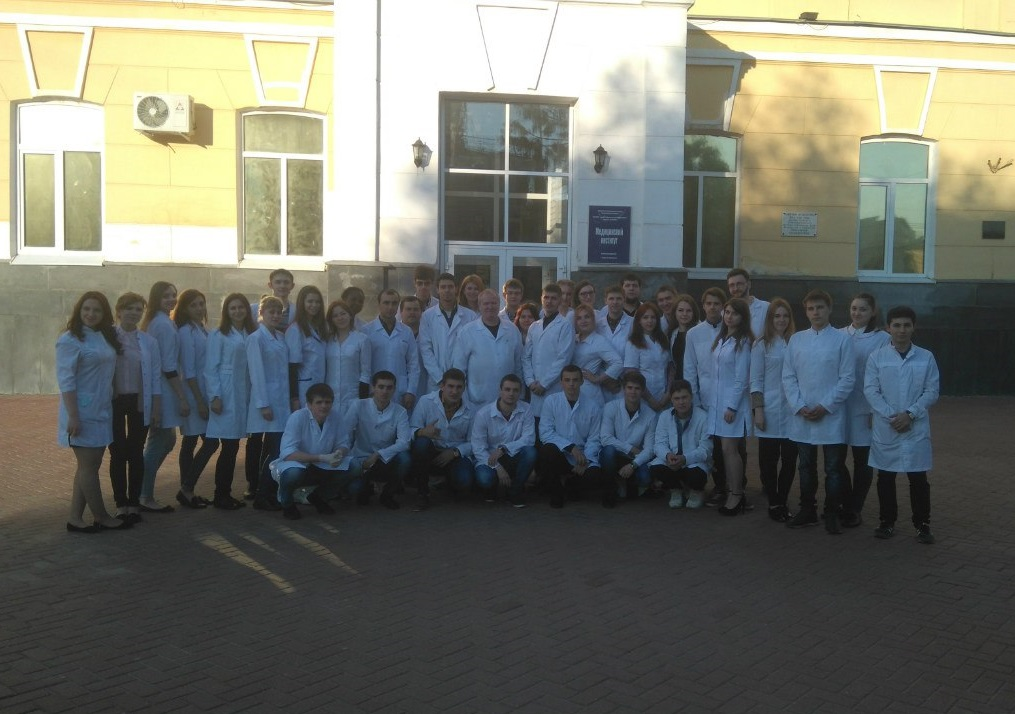
Студенти біля головного входу інституту

### Теперішній час
У 2013 році зі стін інституту випустилось перших 125 лікарів, у 2014—105, у 2015—102, у 2016—120.

## Структура

### Департаменти
- Департамент лікувальної справи
- Департамент Професійного медичної освіти
- Департамент Сестринської справи, педіатрії та стоматології
- Міжнародний департамент медичної освіти

### Професорсько-викладацький склад
- 12 докторів медичних наук
- 33 кандидати медичних наук
- 13 кандидатів біологічних наук
- 4 кандидата хімічних наук
- 19 кандидатів педагогічних наук
- 8 кандидатів філологічних наук
- 5 кандидатів економічних наук[1]

### Директора
- Османов Еседулла Маллааліевіч (2007—2012)[17]
- Степичева Ольга Олександрівна (2012—2016)[18]
- Воронін Ігор Михайлович (и. о.) (2016-н.в.)[18][19]

### Кафедри
- Кафедра пропедевтики внутрішніх хвороб і факультетської терапії
- Кафедра госпітальної терапії
- Кафедра топографічної Анатон, оперативної хірургії та онкології
- Кафедра громадського здоров'я та охорони здоров'я
- Кафедра медичної біології з курсом інфекційних хвороб
- Кафедра факультетської хірургії
- Кафедра офтальмології
- Кафедра біохімії та фармакології
- Кафедра патології
- Кафедра акушерства і гінекології
- Кафедра госпітальної хірургії з курсом травматології
- Кафедра психіатрії та неврології
- Кафедра стоматології
- Кафедра педіатрії
- Кафедра загального догляду та сестринської справи
- Кафедра іноземних мов у сфері професійної комунікації

## Студентські наукові гуртки

### Студентський науковий гурток кафедри топографічної анатомії, оперативної хірургії та онкології
РНК кафедри топографічної анатомії, оперативної хірургії та онкології є найстарішим РНК Тамбовського Державного Університету. Вперше збори клубу було організовано в 2009 році під керівництвом д.м.н., к.ю.н., заслуженого працівника вищої школи, професора М. О. Огнерубова.

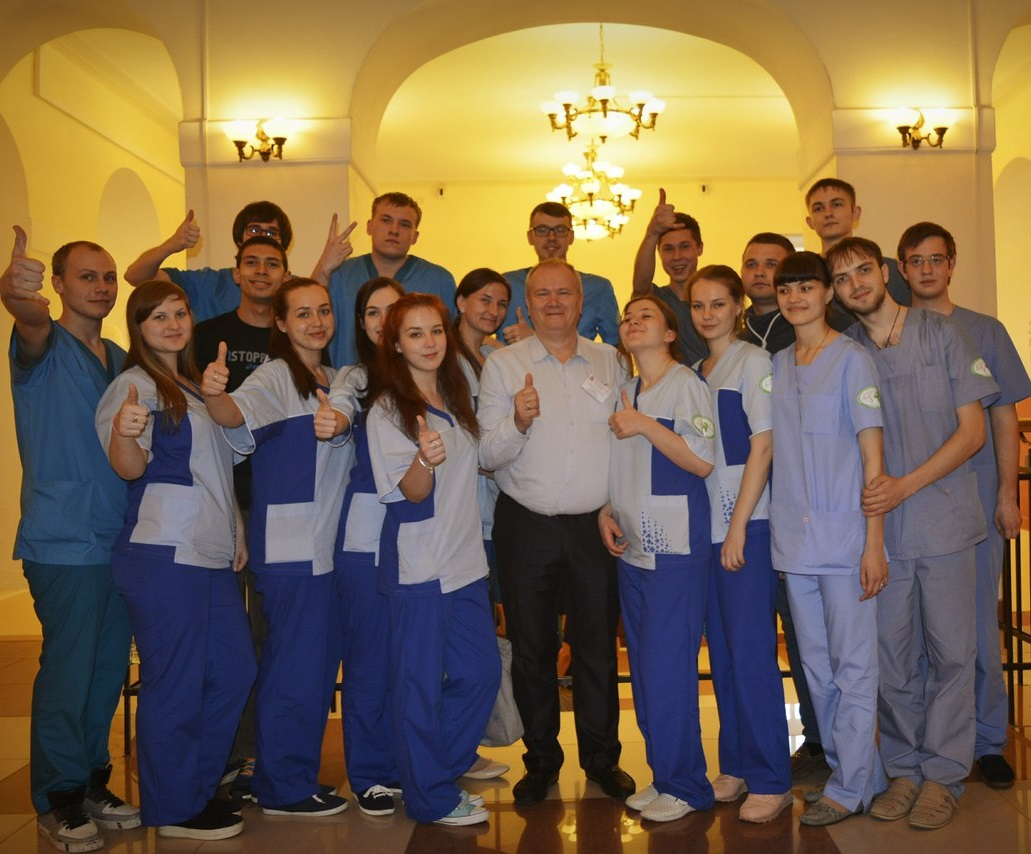
Гуртківці зі своїм науковим керівником М. О. Огнерубовим

У науковому гуртку здійснюється допомога студентів у поглибленому вивченні оперативної хірургії і топографічної анатомії.
Щорічно проводяться внутрішньовузівські олімпіади з хірургії. Під керівництвом наукового керівника Н. А. Огнерубова і його асистента В. Л. Чанга на кафедрі топографічної анатомії та оперативної хірургії була обладнана операційна і кімната рентген-анатомії де члени клубу можуть відточити свої практичні та теоретичні навички.

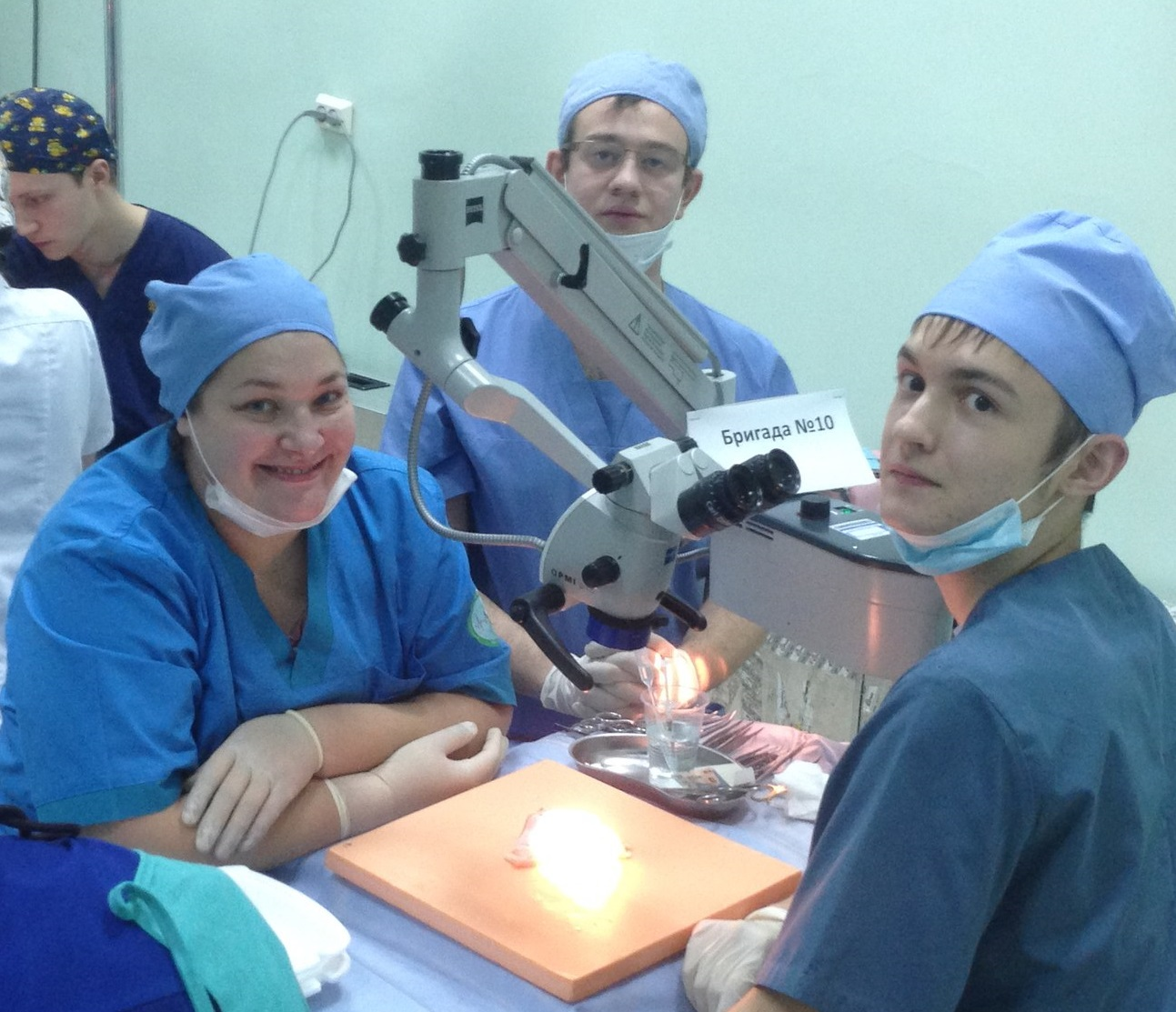
Студенти за операційним мікроскопом

У розпорядженні студентів є операційний мікроскоп, за допомогою якого можлива практика в мікрохірургічних операціях на найтонших судинах і нервах; у наявності є ендовідеоскопічна стійка, що дозволяє студентам випробувати і напрацювати навички в даному виді хірургії.
На території кафедри є віварій, де утримуються тварини для дослідів по хірургії.

### Студентський науковий гурток з госпітальної хірургії
На засіданнях відбувається обговорення новітніх методів лікування і діагностики хірургічних захворювань органів черевної порожнини, судин і ендокринних органів. Засідання проводяться відповідно до загальноприйнятих принципів проведення наукових конференцій і засідань товариств хірургів. Студенти-гуртківці беруть участь у науковій та експериментальній роботі, що проводиться на кафедрі, здійснюють збір статистичного матеріалу, анкетування хворих і т. Д. Практична підготовка здійснюється на чергуваннях викладачами — асистентами.

### Студентський науковий гурток кафедри внутрішніх хвороб і факультетської терапії
Організовується додаткове поглиблене вивчення захворювань терапевтичного профілю.

## Пам'ятки

### Музей гріха

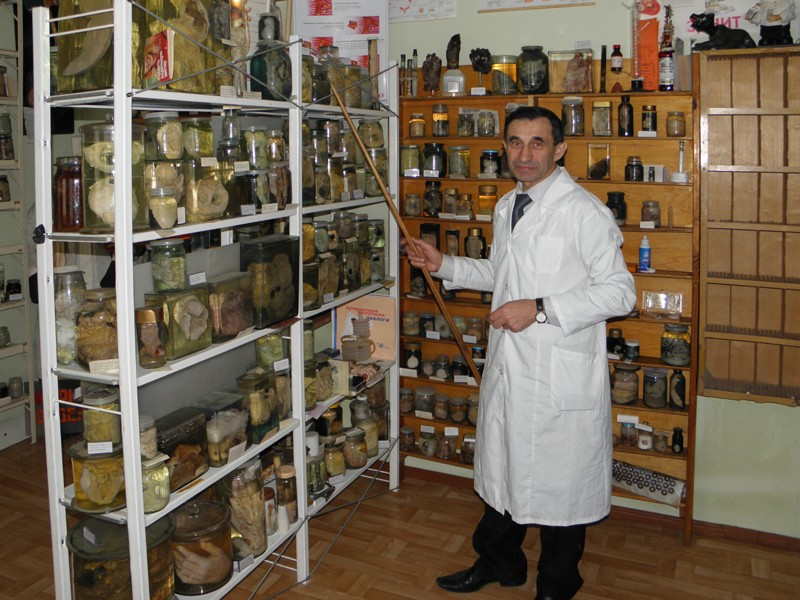

У Медичному інституті ТГУ імені Г. Р. Державіна розташовується «Музей гріха», офіційно іменований «відділом Тамбовської медичної кунсткамери при навчальному музеї ТГУ». ВІН був організований на базі патологоанатомічної колекції, яку протягом життя збирав Ю. К. Щукін — лікар тамбовського міської лікарні № 2. Колекція містить безліч цікавих експонатів зі своїми оригінальними історіями, більшість з яких мало безпосереднє відношення до людських пороків, у слідстві чого у колекції і з'явилася назва — Музей гріха. Експонати Музею Гріха — це близько 700 прозорих ємностей, в яких заспиртовані людські ембріони, органи і кінцівки. Експозиції музею беруть участь як наочний матеріал у різних програмах пропаганди здорового способу життя серед молоді, юнацтва та інших верств населення. Музей організовує екскурсії для груп учнів різних навчальних закладів, спрямовані на профілактику різних шкідливих звичок і пристрастей — алкоголю, куріння, вживання наркотиків і ін. Музей є аналогом петербурзької Кунсткамери.

### Домова церква
Домова церква на честь святої мучениці цариці Олександри Римської — нині діюча церква, розташована на території Медичного інституту ТГУ імені Г. Р. Державіна. Була створена на кошти будівельника будівлі І. Герасимова, освячена на початку XX століття.
Церква була закрита в 1918 році разом з Олександрійським інститутом, а в 2002 році за ініціативою університетської адміністрації церква була відновлена на старому місці і є будинковим храмом Тамбовського державного університету ім. Г. Р. Державіна.
Александрінська церква стала першим будинковим храмом при вищому навчальному закладі в Центрально-Чорноземному регіоні Росії, освяченим у новітній історії.

### Пам'ятник Благородної дівчині

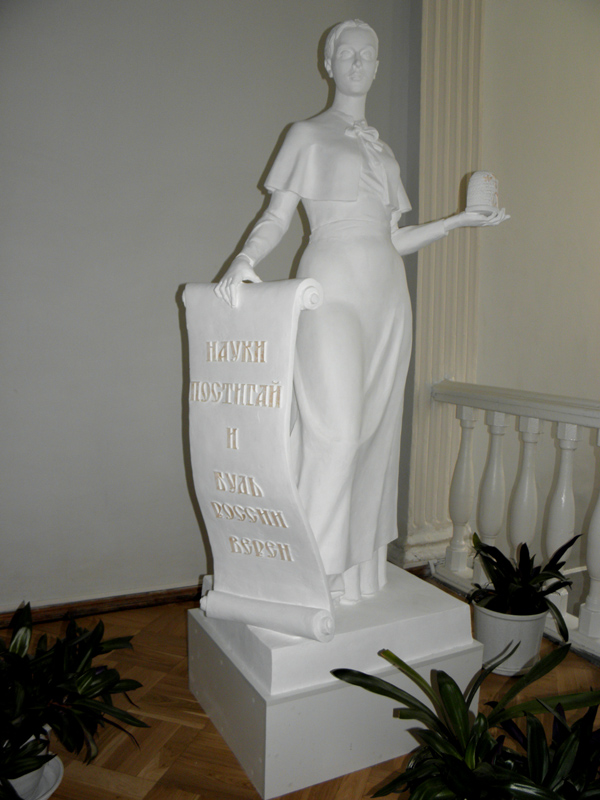

Пам'ятник Благородної дівчині розташований у фоє будівлі Медичного інституту ТГУ, де колись розміщувався Олександрійський інститут шляхетних дівчат. Пам'ятник, виконаний скульпторами М. Саличевим і Н. Цициним, символізує 170 років вищої освіти в Тамбові, яке відзначали у 2011 році, а також моральні ідеали, до яких слід прагнути сучасним студентам. Майже двометрова «студентка» одягнена як вихованка старовинного навчального закладу, у стінах якого вона й оселилася, в одній руці вона тримає сувій з девізом Державінська університету: «Науки осягай і будь Росії вірний», а в іншій — герб Тамбова. Моделлю для статуї стала випускниця Академії економіки і управління Ольга Рибіна.